# Ennigaldi-Nanna
Bel-Shalti-Nanna o Bel-Shalti-Nannar, també anomenada Ennigaldi-Nanna, era una princesa babilònia al voltant del 554 aC. Era la filla de Nabònides (Nabu-na'id), l'últim rei i governant neobabilonès de la ciutat d'Ur (actualment Tell el-Muqayyar, Iraq), i germana de Baltasar (Bel-Sarra-usur). Va servir com a sacerdotessa a Ur. Fou anomenada "sacerdotessa de Nanna" (el déu de la lluna).

## Vida
Ennigaldi va viure al segle vi aC. Va ser administradora escolar, i dirigí una escola per a sacerdotesses que ja tenia més de vuit segles d'edat quan se'n va fer càrrec; fou comissaria de museus i alta sacerdotessa. L'arqueòleg Leonard Woolley assenyala en el seu treball que son pare, el rei Nabònides, la va anomenar Belshalti-Nannar quan es va convertir en l'alta sacerdotessa de Nanna d'Ur. Ennigaldi esdevingué sacerdotessa el 547 aC. La seva àvia (Addagoppe d'Haran) també va ser una gran sacerdotessa; en aquesta època, però, ja havia mort.
Ennigaldi va rebre el nom addicional de Nanna perquè era una gran sacerdotessa del déu Nanna (equivalent a l'antiga deïtat de la lluna Sin a Babilònia). Dedicava gran part del seu temps religiós als vespres a Nanna en una petita habitació blava al cim del Gran Ziggurat d'Ur. Aquest temple d'adoració d'Ur, per Ennigaldi, la gran sacerdotessa, es deia Nanna-Suen i el va reconstruir el seu pare (originàriament va ser reconstruït per Enanedu en el regnat del seu germà Rim-Sin I). Aquest temple també s'anomena "Giparu" per la sacerdotessa (alta sacerdotessa) i era considerat un lloc sagrat per al "culte d'ús privat".
El "Giparu" només era per a la gran sacerdotessa (deessa de la lluna) i els homes en tenien estrictament prohibida l'entrada. El "Giparu" va ser construït i reconstruït diverses vegades durant el període dinàstic arcaic. El pare d'Ennigaldi, el rei Nabònides, va reconstruir el "Giparu" per a Ennigaldi al voltant del 590 aC, sense saber aleshores que aquesta seria la darrera vegada que es reconstruiria.

## Llegat
Juntament amb el seu pare, Nabònides, Bel-Shalti-Nannar és coneguda per ser responsable de la primera excavació controlada i l'exposició en un museu. Es creu que va ajudar a la fundació d'una sèrie de museus relacionats amb els descobriments fets per Nabònides.
És una de les dones representades en el treball artístic The Dinner Party, de Judy Chicago, que inclou 999 noms de dones notables de la historia.

### Museu d'Ennigaldi-Nanna
Ennigaldi és considerada pels historiadors com la creadora del primer museu del món, un museu d'antiguitats.